# Newkid
Newkid, pseudonimo di Jhun Alexander Ferrer (Uddevalla, 2 dicembre 1990), è un rapper svedese.

## Biografia
Nato a Uddevalla, Newkid ha intrapreso la carriera musicale nel 2011 con la pubblicazione del suo album in studio di debutto Alexander JR Ferrer, contenente il singolo Jag gråter bara i regnet che si è posizionato al 51º posto nella Sverigetopplistan. È in seguito salito alla ribalta con l'uscita del suo secondo album in studio SS/AW18, che si è posizionato al 21º posto nella classifica nazionale. L'unico singolo dell'album Lakan ha raggiunto la 55ª posizione della classifica svedese.
Nel 2020 ha inciso il singolo Kanske var vi rätt bra ändå, collocatosi alla 6ª posizione della Sverigetopplistan. Il suo terzo disco Mouth Jhun è stato presentato il 29 maggio 2020 ed è divenuto il miglior posizionamento del rapper nella classifica degli album dopo aver esordito al 3º posto.

## Discografia

### Album in studio
- 2011 – Alexander JR Ferrer
- 2018 – SS/AW18
- 2020 – Mount Jhun
- 2022 – Vi

### Singoli
- 2010 – Gör det för
- 2011 – Jag gråter bara i regnet
- 2017 – Kate Moss
- 2017 – Drama
- 2018 – Ny lur
- 2018 – Lakan
- 2019 – Mi amor
- 2020 – Över dig
- 2020 – Svag
- 2020 – F.A.M.E (LeyLey)
- 2020 – En säng av rosor
- 2020 – Kanske var vi rätt bra ändå
- 2020 – Chambea
- 2020 – Mitt hjärta bara sviker mig
- 2020 – Vill vi samma sak
- 2021 – Aldrig haft något annat val
- 2021 – Chansa (con Dani M e Jireel)
- 2021 – Ingen luft mellan oss
- 2022 – Vänner (con Myra Granberg)
- 2022 – Tusen gånger om (con gli Estraden)
- 2023 – Bare mellom oss (con Stig Brenner)
- 2023 – Julibarn (con Naod)
- 2024 – Underbart
- 2024 – Nära

### Collaborazioni
- 2010 – Lever såhär (Ison & Fille feat. Newkid)
- 2013 – Mighty (Petter feat. Newkid)
- 2017 – Utan dig (Molly Sandén feat. Newkid)
- 2020 – Apelsinskal (Tjuvjakt feat. Newkid)